# Мала Морська вулиця (Миколаїв)
Вулиця Мала Морська — вулиця в історичній частині міста Миколаєва.

## Розташування

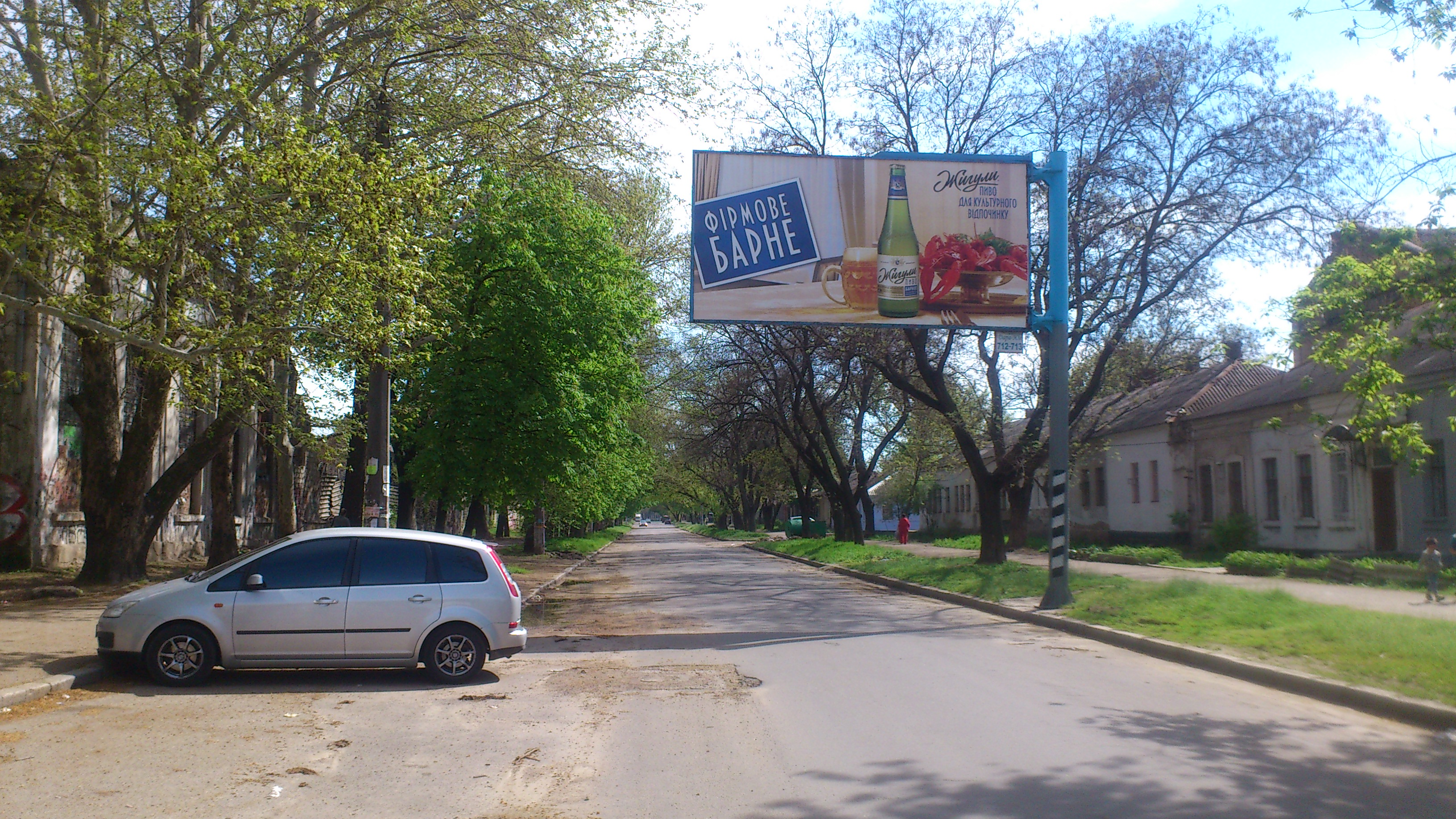
Мала морська від Центрального проспекту до вулиці Севастопольської

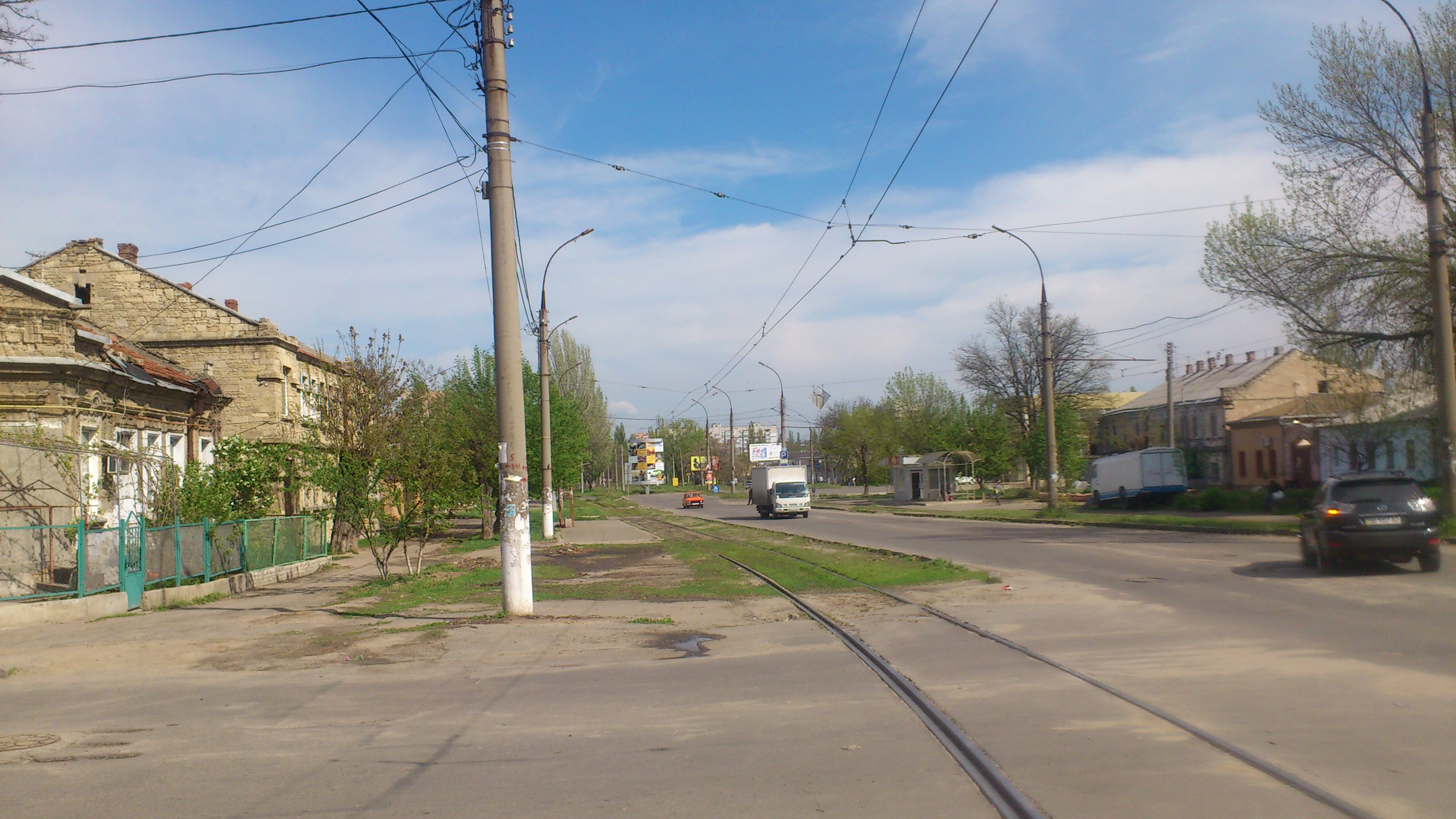
Ріг вулиць Чкалова і Малої Морської

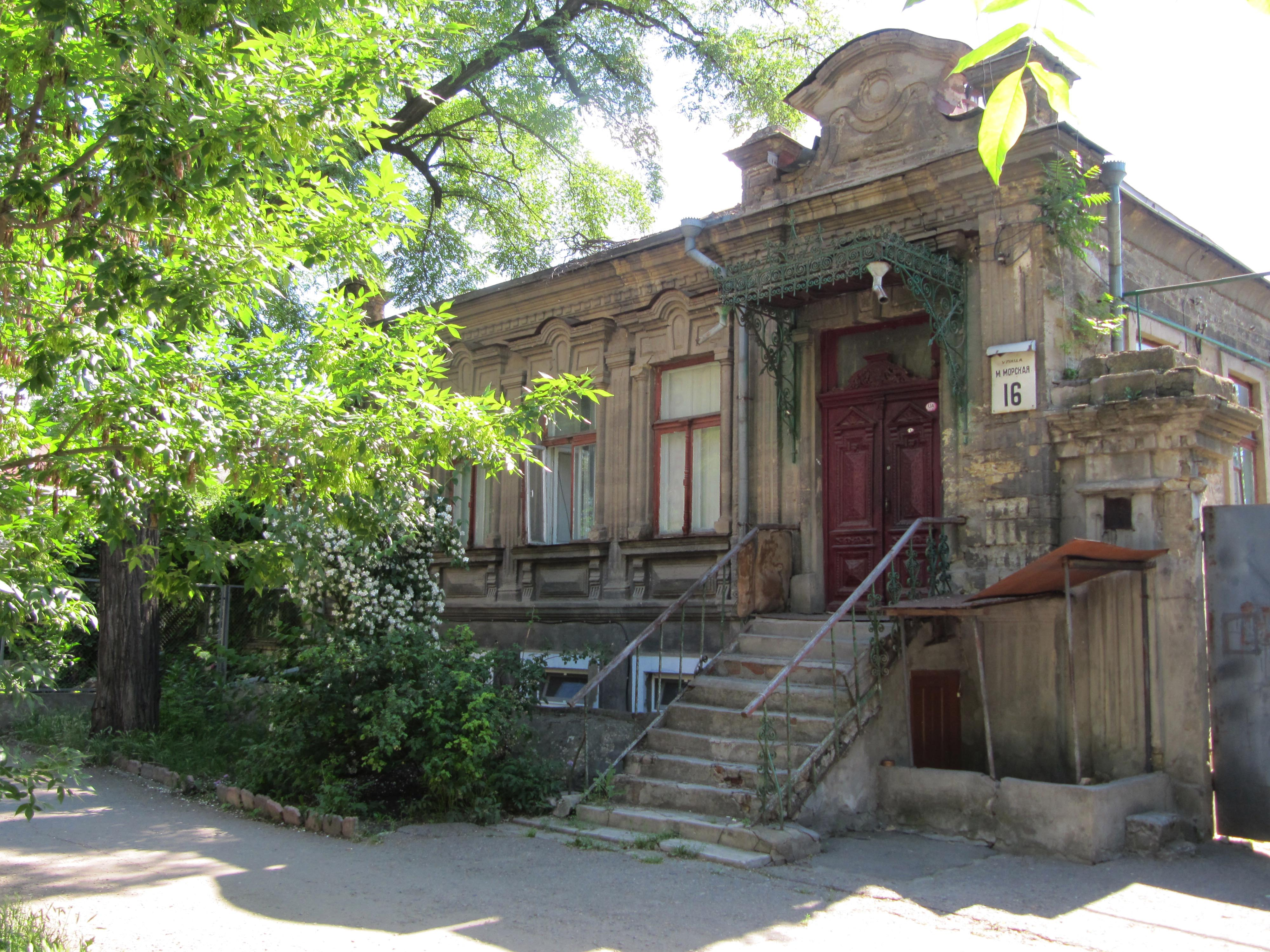
Житловий будинок на вулиці Малій Морській, 16

Мала Морська вулиця — поперечна вулиця в Городовій частині Миколаєва, проходила «наскрізь» від Інгулу до Бузького лиману, поєднуючи Адміралтейство, де будувалися судна, з лиманом Чорного моря, закінчуючись у Купецької пристані. Зараз починається від вулиці Адміральської на півночі та закінчується в районі вулиці Млинної на півдні.

## Історія
Мала Морська — одна з найстаріших вулиць міста. Назва дана в 1835 р. поліцмейстером Г. Г. Автономовим. Йшла «від воріт штурманського училища, повз Старообрядницьку церкву, повз будинок купця Крилова, через Херсонську вулицю, поблизу кузень, збудованих по Одеській дорозі, до Бугу». Назва дана за напрямком, куди вела вулиця — до Бузького лиману, затоки Чорного моря, тобто до моря. Визначення «мала» пов'язане не з довжиною вулиці (вона за протяжністю перевищує Велику Морську), а у зв'язку з тим, що одночасно було дано аналогічну назву одній з поздовжніх вулиць — Велика Морська. До того ж вулиця Мала Морська починалася від штурманського училища, де з дитячого віку жили і вчилися морській справі майбутні моряки («малі» моряки, на відміну від «великих» — офіцерів, які жили на Великій Морській).

## Пам'ятки та будівлі

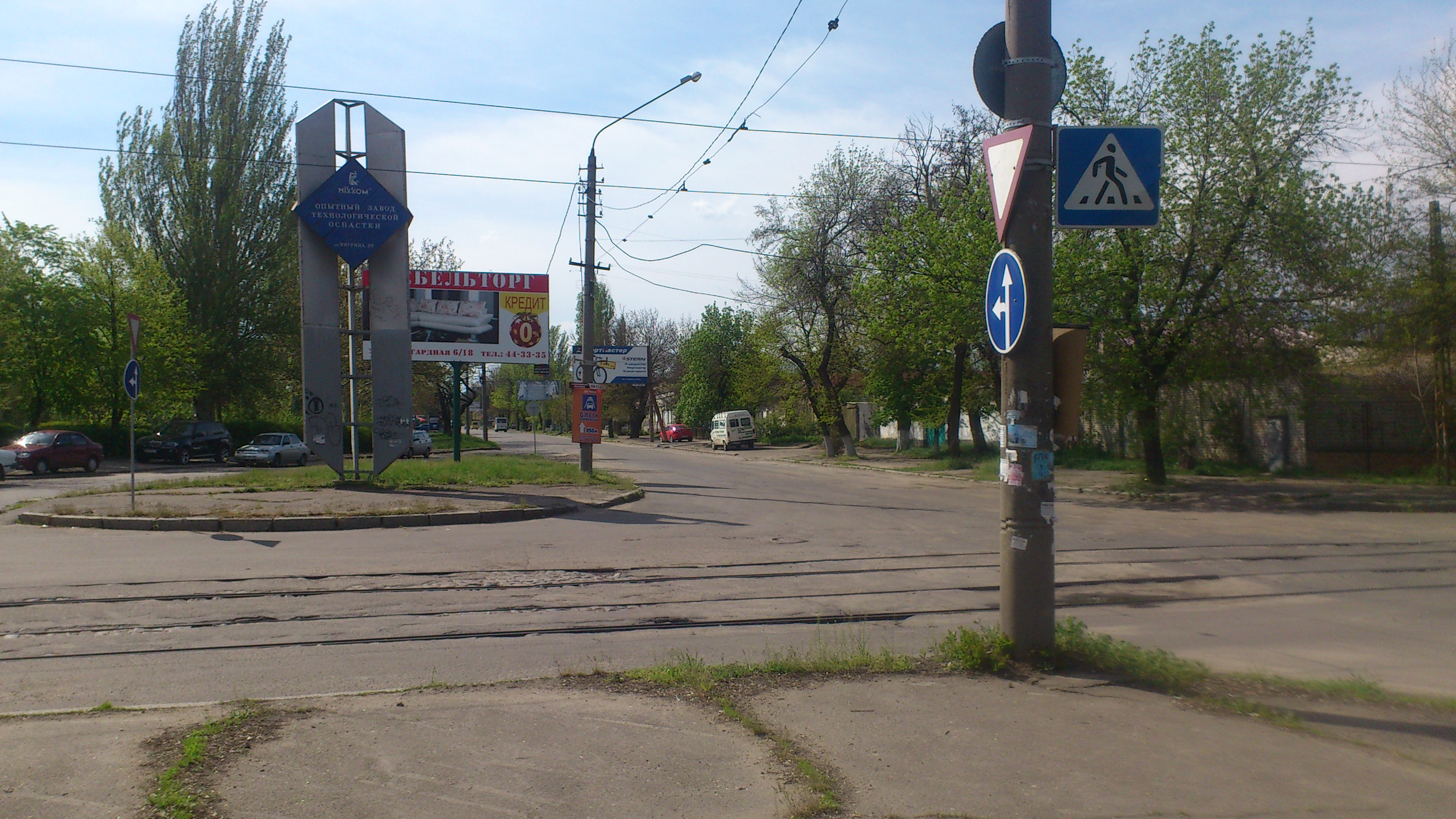
Ріг вулиць Пограничної і Малої Морської

- В будинку № 25 по вулиці Малій Морській у жовтні 1918 року на квартирі в одного з членів гуртка робітничої молоді Лізи Мураховської, де знаходився підпільний комітет, відбулися збори активу Союзу трудящої молоді міста. Комсомольська організація в Миколаєві була створена в серпні 1917 року. З ініціативи керівників Спілки трудящої молоді С. І. Новикова, Є. М. Мураховської та інших молодіжна організація була перейменована в «Соціалістичний союз трудящої молоді — ІІІ Інтернаціонал». Про цю подію нагадує меморіальна дошка, встановлена на фасаді будівлі.
- В будинку № 3 в 1920 році працювала надзвичайна комісія з боротьби з контрреволюцією.
- У будинку № 30 мешкав революціонер В. П. Ногін, який приїхав до Миколаєва 1903 р. для зміцнення комітету більшовиків для боротьби з меншовиками, які намагалися захопити комітет РСДРП. За активної участі В. П. Ногіна була створена підпільна друкарня, де друкувалися листівки з закликами проти російсько-японської війни і царського самодержавства. 7 березня 1904 поліція виявила підпільну друкарню, і В. П. Ногін разом з іншими членами комітету був заарештований. На згадку про перебування В. П. Ногіна в Миколаєві на будинку встановлено меморіальну дошку.
- Замикає вулицю парфюмерно-скляний комбінат «Червоні вітрила», створений в 1944 році на базі об'єднання косметичної фабрики «Айстра» і скляного заводу. Це одне з найбільших підприємств галузі, продукція якого широко відома в Україні, країнах СНД та ін.